# Dørvær

Dørvær  est un groupe d'îles de la commune de Træna, en mer de Norvège dans le comté de Nordland en Norvège.

## Description
L'archipel compte une douzaine d'îles et d'îlots, dont les plus grands sont Buøya, Ørkja, Nordskarven, Dørværøya, Torvøya, Bukkøya et Geitøya. Le Dørværtingen sur Buøya mesure 128 mètres de haut. Il existe de nombreux récifs autour de l'archipel.
Dørvær est situé juste au sud du cercle polaire arctique et est l'archipel de Træna le plus proche de la terre. Le groupe d'îles était auparavant habité, mais le dernier habitant a quitté l'île dans les années 1990.